# Музей провалов
«Музей провалов» (англ. Museum of Failure) — выставка, экспонатами на которой служат провалившиеся бизнес-продукты от XVII века до современности. Основана клиническим психологом Самуэлем Уэстом. Изначально музей был открыт 7 июля 2017 года в Швеции, а затем аналогичные выставки были открыты в других странах Европы, а также в США и Китае.

## Описание

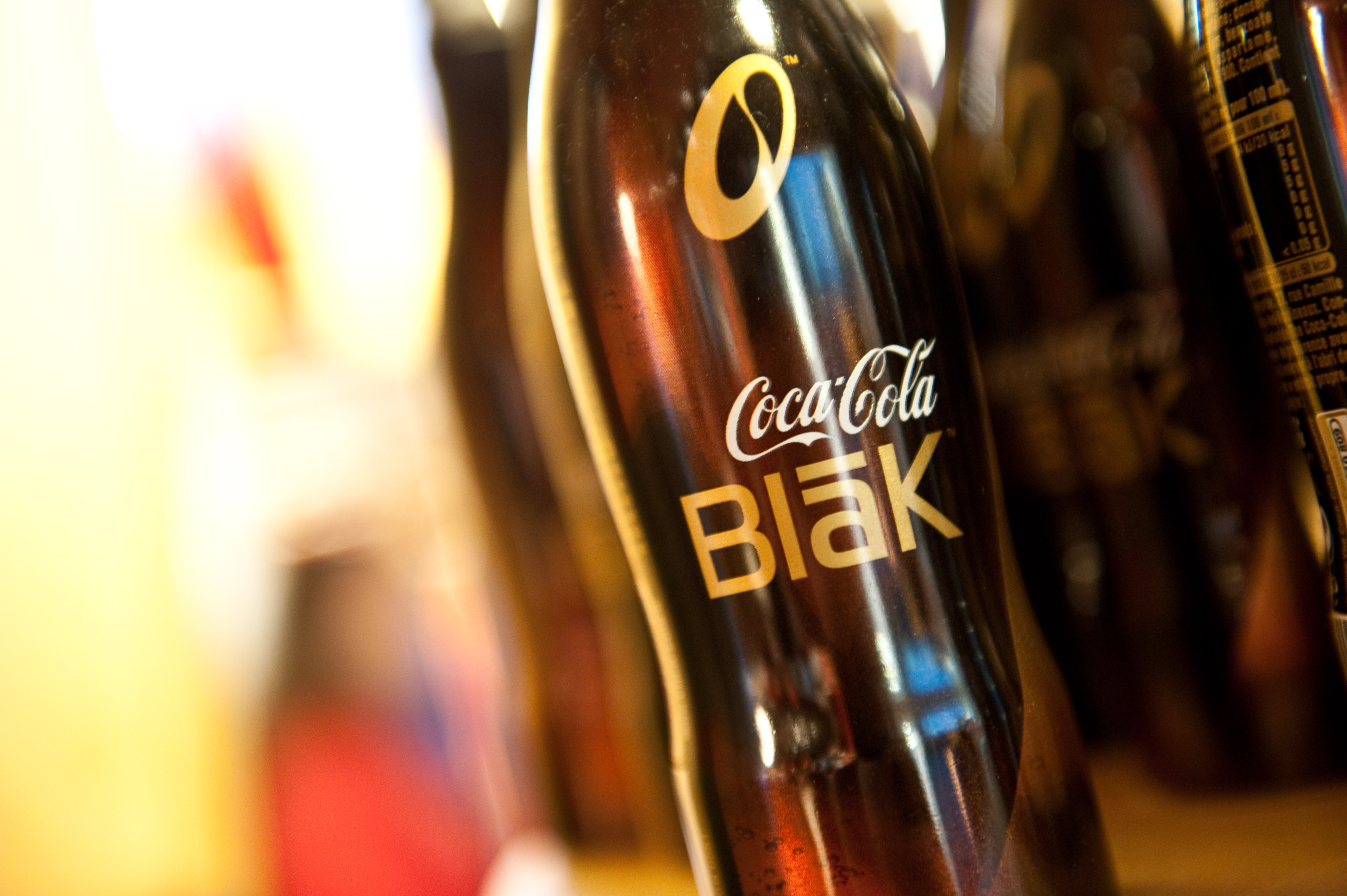
Coca-Cola Blak — «Кока-кола» со вкусом кофе, один из экспонатов музея

Изначально «Музей провалов» открылся в Швеции при финансовой поддержке Vinnova, однако затем аналогичные выставки были открыты в других странах Европы, а также в США и Китае. Экспонатами в музее являются бизнес-продукты, не снискавшие коммерческого успеха. Некоторые из экспонатов провалились из-за неудачного маркетинга или дизайна, а некоторые, по убеждениям основателя музея Самуэля Уэста, «никогда не должны были существовать». В музее представлены бизнес-продукты различных эпох — от XVII века до современности. Большая их часть была выпущена крупными компаниями.
Многие продукты, представленные в музее, являются неудачными попытками компаний расширить свой брэнд. Среди них — зелёный кетчуп Heinz, обезжиренные чипсы Pringles, замороженная лазанья от Colgate, прозрачная «Пепси-кола», «Кока-кола» со вкусом кофе, мужские духи от Harley-Davidson, и так далее. Также в музей попали розовые и фиолетовые ручки «BiC For Her», рассчитанные на использование женщинами, шведский пластиковый велосипед, оказавшийся недостаточно прочным, чтобы выдержать вес человека, и настольная игра «Trump: I’m Back and You’re Fired» — версия «Монополии», изданная Дональдом Трампом, в которой шестёрка на игральных костях заменена на букву T, поскольку «Трамп всегда выигрывает», а минимальная купюра имеет номинал 10 миллионов долларов, поскольку «в мире Трампа любой человек — миллионер».

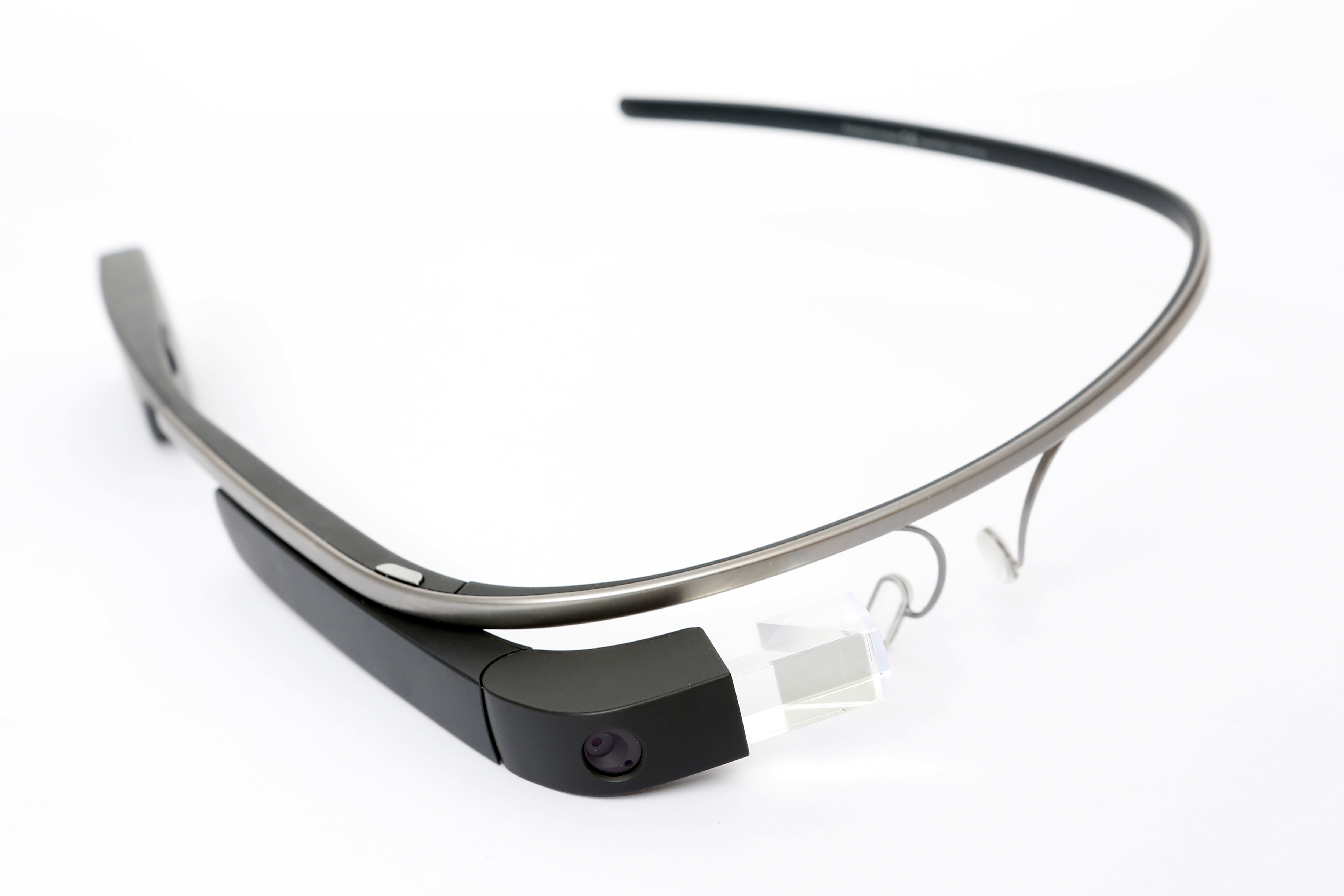
Очки Google Glass также попали в музей

Помимо этого, в музее есть высокотехнологичные устройства, в частности, Google Glass, Сегвей, Apple Newton, SelectaVision и специализированное устройство для твитов от компании Peek Inc., дисплей которого вмещал всего 22 символа. Кроме того, в музее представлено программное обеспечение, такое как Windows 8 и Google Wave, компьютерные игры No Man’s Sky и Cyberpunk 2077 и веб-ресурсы (такие как Pets.com).

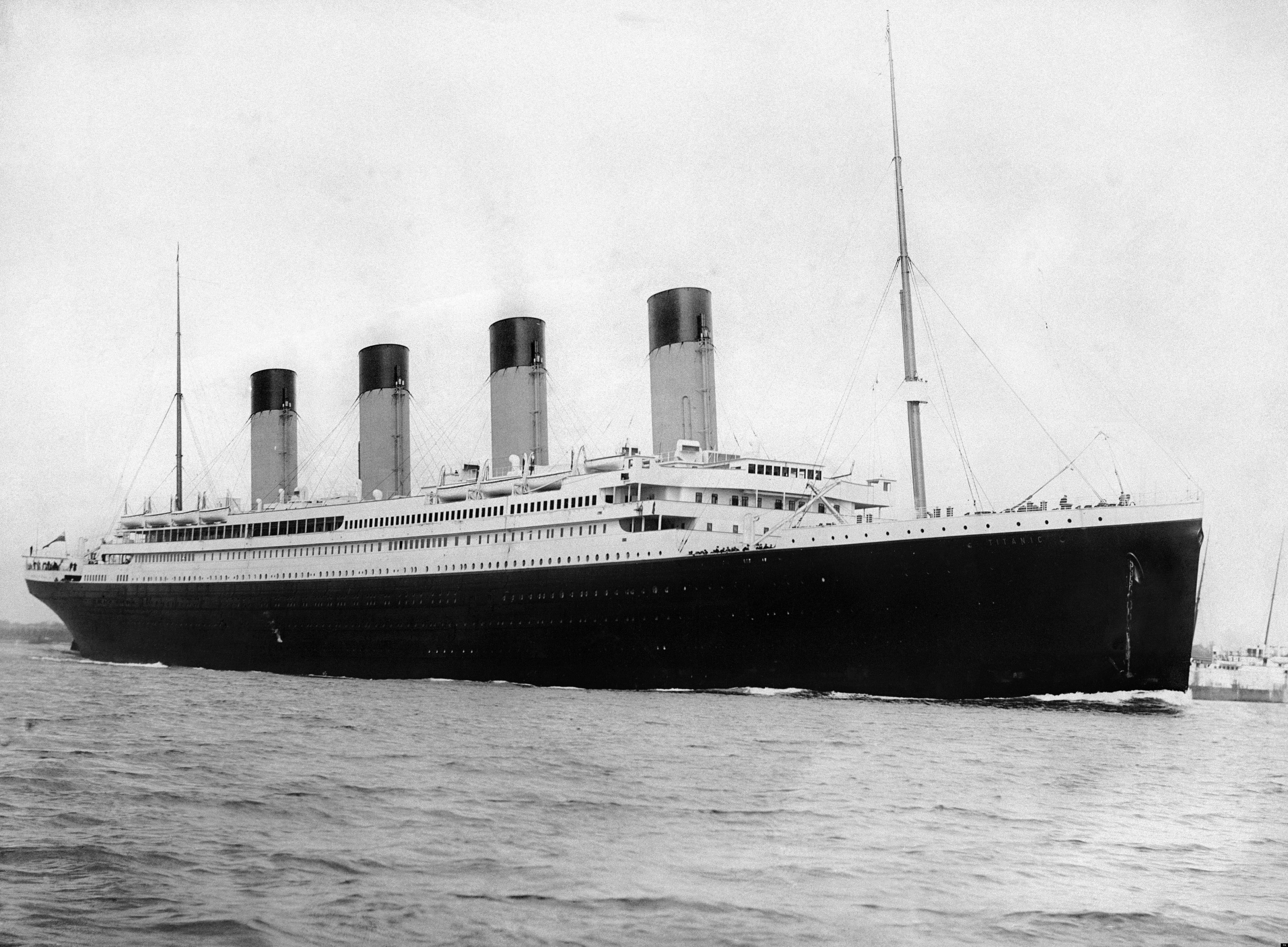
Изображение «Титаника» выставлено в музее как пример неудачного проектирования

Помимо непосредственных продуктов, в музее представлены изображения с примерами неудачного проектирования («Титаник») или планирования (исландский экономический кризис). Также в музее стоит огромная доска для признаний, на которую любой посетитель может прикрепить липкую бумажку с описанием его собственной неудачи.
Слоган музея — «Все успешные инновации одинаковы; каждая неудачная провалилась по-своему интересным и захватывающим способом» (англ. All successful innovations are alike; all failed innovations fail in their own interesting and spectacular way) — был вдохновлён началом «Анны Карениной» Льва Толстого.

## История
«Музей провалов» был основан клиническим психологом Самуэлем Уэстом. По словам Уэста, идея создать подобный музей пришла к нему во время посещения «Музея разводов» в Загребе (Хорватия) в 2016 году, который он посчитал «великолепным», поскольку «он исследует сломанную любовь и прочие человеческие отношения — что они значат для нас, что они рассказывают о том, чем мы делимся, и чему они нас могут научить, чтобы мы стали лучше». Вскоре он зарегистрировал веб-домен, однако обнаружил, что при регистрации опечатался в слове Museum, что он посчитал удачным знаком для подобного проекта.
Первая выставка музея прошла 7 июля 2017 года в городе Хельсингборг в Швеции и включала более 50 провалившихся продуктов. В дальнейшем хельсингборгский музей переехал в Dunkers Kulturhus. 2 декабря 2017 года музей также открыл выставку в Лос-Анджелесе в A+D Museum, откуда 8 марта 2018 года переехал в Hollywood & Highland в том же городе; выставка в H&H включала в себя специальную коллекцию, посвящённую голливудским провалам. В январе 2019 года шведский музей был закрыт; его экспонаты были перевезены в Шанхай, где с 18 января по 17 марта 2019 года проходила выставка в No.1 Shopping Centre. К этому моменту количество экспонатов музея превысило 100. Также небольшие выставки были проведены в Торонто и во Франции.
В 2019 году бывшие партнёры Уэста, пара дизайнеров Никлас и Дженни Мадсен, подали на него в суд, заявив, что идея «Музея провалов», а также 49-процентная доля бизнеса, по праву принадлежат им, и что Уэст должен выплатить им соответствующий процент своих доходов за период существования музея. Несмотря на то, что Мадсены, по словам Уэста, принимали участие только в создании логотипа и интерьера музея и не были заинтересованы в его дальнейшей работе до тех пор, пока он не обрёл вирусную популярность, Уэст проиграл дело и был объявлен банкротом. Следом был закрыт музей в Лос-Анджелесе. Уэст отметил, что его история сама по себе достойна помещения в «Музей провалов», а ситуация «была бы очень ироничной, если бы не была такой неприятной».
В марте 2021 года была запущена онлайн-выставка провалившихся продуктов, а в ноябре того же года Самуэль Уэст переоткрыл музей в торговом центре Mall of America в пригороде Миннеаполиса; в новом музее было представлено 159 экспонатов. Выставку планируется продержать открытой до января 2022 года, после чего пуститься в тур по США, посетив Чикаго, Атланту, Уэст-Палм-Бич, Сан-Антонио и Сиэтл.
Другим проектом Самуэля Уэста является «Музей отвратительной еды» (англ. Museum of Disgusting Food). По словам Уэста, около трети экспонатов он купил на Ebay, и ещё треть приобрёл на специализированных форумах, в том числе два предмета «были куплены в тёмных переулках, в которых принимали только наличные». Часть предметов музею подарили посетители.